# Гелелович Гелел Мойсейович
Гелел Мойсейович Гелелович (нар. 11 квітня 1836, Євпаторія, Таврійська губернія, Російська імперія — нар. 1920, Одеса) — караїмський благодійник, спадковий почесний громадянин.

## Життєпис
Народився в караїмської сім'ї євпаторійського купця й благодійника Мойсея (Моше) Мордехайовича Гелеловича (1788—1869) та його дружини Біяни Ісааківни (1800 -?). Закінчив приватну караїмську школу Авраама (Абен-Яшара) Луцького. У 1869 році сім'я Гелеловичей зарахована до спадкового почесного громадянства.
Почесний доглядач Одеського міського 3-класного караїмського училища. Володів солемольним підприємством в Одесі.

## Санаторій «Чайка»
У 1913 році караїмська подружжя з Одеси Гелель і Гулюш Гелеловичі, у яких не було власних дітей, купили в Євпаторії (зараз селище Заозерне) ділянку землі й створили на березі Каламітської затоки санаторій для дітлахів з малозабезпечених сімей. У новеньких корпусах з повним пансіоном розмістилися 80 юних пацієнтів. За статутом санаторія на безкоштовне лікування приймалися діти віком з 8 до 13 років, причому 50 % місць відводилося саме дітям караїмської національності. Таким чином, у царській Росії з'явився перший безкоштовний дитячий санаторій. Ідея його створення була палко підтримана міським головою Євпаторії Семеном Дуваном, який вважав, що у «дитячої санаторії» велике майбутнє. Ця історія тривалий період часу замовчувалася, але до 90-річчя «Чайки» справедливість відновили, й на честь подружжя Гелеловичів на одній з алей санаторію відкрили пам'ятну стелу. Те, як «Чайка» отримала своє крилате ім'я, пов'язане з не менш зворушливою історією. Справа в тому, що євпаторійська та чеховська «Чайки», так би мовити, «сестри». Цей «родинний зв'язок» виник у суворому 1918 році, коли йшла Громадянська війна, а маленькі вихованці санаторію Гелеловичей залишилися покинутими напризволяще. Виснаженими від голоду знайшли їх мхатівці, дача яких також розташовувалася на цьому узбережжі. Щоб врятувати дітей, трупа почала давати благодійні вистави в Євпаторії: грали «Чайку», «Дядю Ваню», «Вишневий сад». На виручені гроші найняли для дітей няньку, купили корову, щоб забезпечити їх молоком, придбали продукти й одяг. У 1923 році санаторій отримав назву «Чайка». З тих пір у дитячого закладу й знаменитого чеховського театру одна емблема. Й до сих пір між ними підтримуються теплі відносини. З моменту заснування й по теперішній час санаторій користується великою популярністю для лікування й оздоровлення дітей. У перші роки Радянської влади розвивався спочатку як база для лікування дітей, хворих на кістковий туберкульоз, поліомієліт, а згодом — на ревматизм. З 1970 року став багатопрофільним. Зараз тут працюють кардіологічне, нефрологічне, ортопедичне, психоневрологічне відділення, а також реабілітація дітей, які постраждали від екологічних катастроф. З 1994 року «Чайка» має статус республіканської здравниці. Зараз Республіканський дитячий клінічний санаторій «Чайка» є міжнародним дитячим курортом.

## Нагороди
- Золота медаль з написом «За старанність» для носіння на шиї на Станіславській стрічці — «за старанну й корисну діяльність по установам Міністерства народної освіти» (1896)[4].